# Ranuccio Bianchi Bandinelli

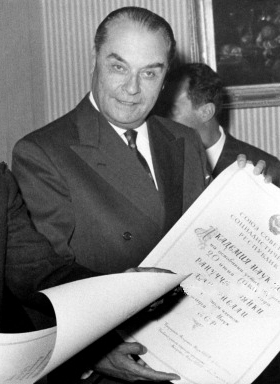
Ranuccio Bianchi Bandinelli (1959)

Ranuccio Bianchi Bandinelli (* 19. Februar 1900 in Siena; † 17. Januar 1975 in Rom) war einer der bedeutendsten italienischen Klassischen Archäologen des 20. Jahrhunderts. Zu seinen Forschungsinteressen gehörten insbesondere die italische, etruskische und römische Kunst.

## Leben
Bianchi Bandinelli, Sohn eines italienischen Adeligen und einer aus Schlesien stammenden Mutter, wurde privat erzogen. Ab 1915 besuchte er das Liceo in Siena, wo er den in Siena internierten Althistoriker Karl Julius Beloch kennenlernte. Nach dem Militärdienst studierte er an der Universität Rom vor allem Klassische Archäologie und wurde 1923 mit einer Arbeit über Chiusi in etruskischer Zeit promoviert. Nach kurzer Tätigkeit als Gymnasiallehrer in Siena erhielt er 1929 einen Lehrauftrag für Archäologie und Geschichte der Griechischen und Römischen Kunst an der Universität Cagliari, 1930/31 lehrte er an der Universität Groningen und von 1934 bis 1938 als Ordinarius an der Universität Pisa. Er wurde verpflichtet, zusammen mit dem Leiter des Kunsthistorischen Institutes in Florenz Friedrich Kriegbaum, am 9. Mai 1938 Adolf Hitler und Benito Mussolini bei ihrem Besuch in Florenz und Rom zu führen.
Ab 1939 lehrte er an der Universität Florenz, trat aber während der Republik von Salò zurück und wurde von den Faschisten in Geiselhaft genommen. Ab 1944 war er Mitglied der Partito Comunista Italiano. Von 1945 bis 1947 war er als Generaldirektor für Altertümer und Schöne Künste im Ministerium in Rom tätig. Danach lehrte er wieder als Professor in Cagliari (1947 bis 1950), Florenz (1950 bis 1957) und schließlich in Rom (1957 bis 1964).
Ab 1947 war er ordentliches Mitglied der Accademia dei Lincei in Rom.

## Schriften (Auswahl)
- Wirklichkeit und Abstraktion. Verlag der Kunst, Dresden 1962 (Fundus-Reihe 7)
- Rom. Das Zentrum der Macht. Die römische Kunst von den Anfängen bis zur Zeit Marc Aurels. (Universum der Kunst) Beck, München 1970, ISBN 3-406-03015-7
- Rom. Das Ende der Antike. Die römische Kunst in der Zeit von Septimius Severus bis Theodosius I. (Universum der Kunst) Beck, München 1971, ISBN 3-406-03017-3
- mit Antonia Giuliano: Etrusker und Italiker vor der römischen Herrschaft. Die Kunst Italiens von der Frühgeschichte bis zum Bundesgenossenkrieg. (Universum der Kunst) Beck, München 1974, ISBN 3-406-03021-1
- Klassische Archäologie. Eine kritische Einführung. Verlag der Kunst, Dresden 1976 (Fundus-Reihe 69) / Beck, München 1978. ISBN 3-406-06769-7
- Die römische Kunst. Von den Anfängen bis zum Ende der Antike [ungekürzter Text der im Universum der Kunst erschienenen Bände Rom, das Zentrum der Macht und Rom, das Ende der Antike]. Beck, München 1975 / Verlag der Kunst, Dresden 1983 (Fundus-Reihe 85/86)

## Dokumentarfilm
- Hitler, Mussolini und ich – Ein Mensch in einer Zeit der Übermenschen (Regie: Angelo Caperna, Frankreich 2012, 78 Min. Gesendet auf Arte am 24. Februar 2013)